# Tachyporus chrysomelinus
Tachyporus chrysomelinus är en skalbaggsart som först beskrevs av Carl von Linné 1758.  Tachyporus chrysomelinus ingår i släktet Tachyporus, och familjen kortvingar. Arten är reproducerande i Sverige.